# چهل و هفت رونین (فیلم ۱۹۴۱)
۴۷ رونین (انگلیسی: The 47 Ronin) فیلمی در ژانر سامورایی، به کارگردانی کنجی میزوگوچی است که در سال ۱۹۴۱ منتشر شد. از بازیگران آن می‌توان به دایسوکه کاتو و ایچیکاوا اوتائمون اشاره کرد.